# Die Simpsons/Staffel 1
Die erste Staffel der US-amerikanischen Zeichentrickserie Die Simpsons wurde vom 17. Dezember 1989 bis zum 13. Mai 1990 auf dem US-amerikanischen Sender Fox gesendet. Die deutschsprachige Free-TV-Erstausstrahlung sendete die öffentlich-rechtliche Sendeanstalt ZDF vom 13. September bis zum 13. Dezember 1991.
Die Staffel wurde am 25. September 2001 in den Vereinigten Staaten und am 27. September 2001 in Deutschland auf DVD veröffentlicht.

## Episoden
| Nr. (ges.) | Nr. (St.) | Deutscher Titel               | Originaltitel                     | Erstausstrahlung USA | Deutschsprachige Erstausstrahlung (D) | Regie                          | Drehbuch                                               | Prodc. |
| --- | --------- | ----------------------------- | --------------------------------- | -------------------- | ------------------------------------- | ------------------------------ | ------------------------------------------------------ | ------ |
| 1 | 1         | Es weihnachtet schwer         | Simpsons Roasting on an Open Fire | 17. Dez. 1989        | 6. Dez. 1991                          | David Silverman                | Mimi Pond                                              | 7G08   |
| Nachdem sich Bart heimlich hat tätowieren lassen, gibt Marge die Ersparnisse der Familie aus, um das Tattoo zu entfernen. Homer bekommt dieses Jahr von seinem Arbeitgeber kein Weihnachtsgeld. Er nimmt einen Job als Weihnachtsmann an, um Weihnachtsgeschenke kaufen zu können. Da der Job jedoch wenig Geld einbringt, geht Homer zur Springfielder Hunderennbahn und wettet auf einen Hund namens Knecht Ruprecht, der jedoch verliert. Der Besitzer jagt den erfolglosen Hund davon, Homer nimmt ihn auf und rettet damit das Fest der Simpsons, weil er nun den Hund als Geschenk vorweisen kann. |           |                               |                                   |                      |                                       |                                |                                                        |        |
| 2 | 2         | Bart wird ein Genie           | Bart the Genius                   | 14. Jan. 1990        | 20. Sep. 1991                         | David Silverman                | Jon Vitti                                              | 7G02   |
| Bart tauscht bei einem IQ-Test seine Antworten mit denen des Klassenbesten Martin Prince aus. Aufgrund des überragenden Ergebnisses versetzt der Schulpsychologe ihn auf eine Schule für begabte Kinder. Dort hat er allerdings Schwierigkeiten, sich mit den anderen Kindern anzufreunden. Auch seine alten Freunde meiden ihn, weil sie mit einem klugen Kind nichts zu tun haben wollen. Letztlich gesteht er den Betrug und kehrt zur alten Schule zurück. |           |                               |                                   |                      |                                       |                                |                                                        |        |
| 3 | 3         | Der Versager                  | Homer’s Odyssey                   | 21. Jan. 1990        | 11. Okt. 1991                         | Wes Archer                     | Jay Kogen & Wallace Wolodarsky                         | 7G03   |
| Homer wird entlassen, nachdem er im Kernkraftwerk während des Besuches von Barts Schulklasse einen Unfall verursacht hat. Nachdem seine Familie fast von einem Auto überfahren wurde, setzt er sich für mehr Verkehrsschilder in ganz Springfield ein und protestiert schließlich gegen das Kraftwerk als größtes Sicherheitsrisiko in der Stadt. Um den Protest zu beenden, stellt Mr. Burns Homer wieder im Kernkraftwerk ein – als Sicherheitsinspektor. |           |                               |                                   |                      |                                       |                                |                                                        |        |
| 4 | 4         | Eine ganz normale Familie     | There’s No Disgrace Like Home     | 28. Jan. 1990        | 13. Sep. 1991                         | Gregg Vanzo & Kent Butterworth | Al Jean & Mike Reiss                                   | 7G04   |
| Verärgert durch das schlechte Benehmen seiner Familie bei Burns’ Angestelltenpicknick, nimmt Homer Frau und Kinder zu Dr. Marvin Monroes Familientherapie mit. Um die Therapiekosten bezahlen zu können, verkauft er sogar seinen Fernseher. Die Therapie versagt jedoch vollkommen und so muss Dr. Monroe der Familie aufgrund eines Werbeversprechens das Doppelte der Kosten erstatten, wovon sie sich einen neuen Fernseher kauft. Diese Folge war die erste in Deutschland gesendete. |           |                               |                                   |                      |                                       |                                |                                                        |        |
| 5 | 5         | Bart schlägt eine Schlacht    | Bart the General                  | 4. Feb. 1990         | 27. Sep. 1991                         | David Silverman                | John Swartzwelder                                      | 7G05   |
| Bart wird vom Schulschläger Nelson Muntz verprügelt, nachdem er sich für seine Schwester eingesetzt hat. Da dies nicht das erste Mal war, entschließt sich Bart dagegen etwas zu unternehmen. Mit Grampa Simpsons Hilfe gründet er mit anderen Kindern eine Art Armee. Der Krieg, der mit Wasserballons und Wasserpistolen ausgeführt wird, endet mit einem Friedensabkommen. |           |                               |                                   |                      |                                       |                                |                                                        |        |
| 6 | 6         | Lisa bläst Trübsal            | Moaning Lisa                      | 11. Feb. 1990        | 4. Okt. 1991                          | Wes Archer                     | Al Jean & Mike Reiss                                   | 7G06   |
| Lisa fühlt sich alleingelassen und ist niedergeschlagen. Auch im Schulorchester fällt sie durch ihre schrägen Töne negativ auf. Eines Abends hört sie aus der Ferne Saxophonmusik, folgt ihr und trifft dabei auf einer Brücke auf „Zahnfleischbluter Murphy“. Er hilft ihr, sich mit der Musik auszudrücken. Lisa singt dabei ein Lied, wobei sie über ihre Familie klagt, welches Zahnfleischbluter Murphy am Ende der Folge bei einem seiner Auftritte singt. Währenddessen versucht Homer Bart bei einem Videospiel zu schlagen und nimmt dafür sogar Nachhilfe in einer Spielhalle. |           |                               |                                   |                      |                                       |                                |                                                        |        |
| 7 | 7         | Vorsicht, wilder Homer!       | The Call of the Simpsons          | 18. Feb. 1990        | 29. Nov. 1991                         | Wes Archer                     | John Swartzwelder                                      | 7G09   |
| Neidisch auf Flanders neues Wohnmobil kauft sich Homer auch eins und macht mit der Familie einen Ausflug. Nachdem der Wohnwagen in eine Schlucht stürzt, verirrt sich die Familie im Wald und muss daraufhin in der Wildnis auskommen. Nach einer Reihe von Missgeschicken kommt es unter anderem dazu, dass Maggie von Bären aufgenommen wird und Homer (ohne Kleider und eingeschmiert mit Schlamm) für Bigfoot gehalten wird. Er wird gejagt und für wissenschaftliche Untersuchungen festgehalten. |           |                               |                                   |                      |                                       |                                |                                                        |        |
| 8 | 8         | Bart köpft Oberhaupt          | The Telltale Head                 | 25. Feb. 1990        | 8. Nov. 1991                          | Rich Moore                     | Al Jean, Mike Reiss, Sam Simon & Matt Groening         | 7G07   |
| Dolph, Jimbo und Kearney erzählen Bart, dass sie es cool finden würden, wenn jemand die Statue des Stadtgründers Jebediah köpfen würde. Da auch Homer Bart gesagt hat, dass beliebt sein das Wichtigste im Leben ist, sägt Bart heimlich in der Nacht der Statue den Kopf ab. Diese Tat löst am darauffolgenden Tag eine Empörung in der Stadt aus. Bart bekommt ein schlechtes Gewissen und gesteht seiner Familie, dass er der Enthaupter ist. Zusammen mit seinem Vater wollen sie den Kopf zurückbringen, werden aber von sämtlichen Einwohnern Springfields ertappt. Bart versucht, die Meute zu besänftigen, und erzählt die ganze zugetragene Geschichte. Der englischsprachige Titel und die Handlung der Folge ist von Edgar Allan Poes Kurzgeschichte The Telltale Heart, (deutsch: Das verräterische Herz) inspiriert.                            |           |                               |                                   |                      |                                       |                                |                                                        |        |
| 9 | 9         | Der schöne Jacques            | Life on the Fast Lane             | 18. März 1990        | 18. Okt. 1991                         | David Silverman                | John Swartzwelder                                      | 7G11   |
| Nachdem Homer Marge zu ihrem Geburtstag eine Bowlingkugel mit seinem Namen geschenkt hat, ist sie sauer auf ihn. Sie behält daher die Kugel und geht damit zum Bowling. Dort trifft sie auf Jacques Brunswick, mit dem sie eine Affäre entwickelt. Auch Bart und Lisa begreifen, dass sich eine ernsthafte Ehekrise anbahnt. Marge wird schließlich von Jacques in sein Appartement eingeladen, jedoch entscheidet sie sich dazu, Homer auf seiner Arbeit zu besuchen, wo sie wieder glücklich vereint sind. |           |                               |                                   |                      |                                       |                                |                                                        |        |
| 10 | 10        | Homer als Frauenheld          | Homer’s Night Out                 | 25. März 1990        | 25. Okt. 1991                         | Rich Moore                     | Jon Vitti                                              | 7G10   |
| Bart bekommt eine Spion-Kamera und fotografiert damit Homer mit einer Bauchtänzerin namens Prinzessin Kaschmir bei einem Junggesellenabschied. Das Bild verbreitet sich in der gesamten Stadt und führt dazu, dass Homer und Marge sich streiten. Homer muss schließlich bei Barney übernachten. Am nächsten Tag verlangt Marge von Homer, dass er Bart zur Bauchtänzerin bringen soll, damit Bart sie persönlich kennen lernt und sie respektiert. Homer landet jedoch während eines Auftritts der Bauchtänzerin auf der Bühne. Homer macht zunächst begeistert bei der Show mit, nachdem ihn das Publikum wiedererkennt. Schließlich hält Homer eine Rede und ruft das Publikum dazu auf, Frauen zu respektieren. Auch Marge, die währenddessen auftaucht, ist von dieser Rede bewegt und verzeiht Homer.                                                  |           |                               |                                   |                      |                                       |                                |                                                        |        |
| 11 | 11        | Tauschgeschäfte und Spione    | The Crepes of Wrath               | 15. Apr. 1990        | 13. Dez. 1991                         | Wesley Archer & Milton Gray    | George Meyer, Sam Simon, John Swartzwelder & Jon Vitti | 7G13   |
| Nach einem Streich in der Schule, der Direktor Skinners Mutter betrifft, wird Bart als Austauschschüler nach Frankreich geschickt, wo seine Gasteltern ihn zur schweren Arbeit an einem Weingut einsetzen. Bart entdeckt, dass Cesar und Huguolin den Wein mit Frostschutzmittel strecken und meldet dies der Polizei. Währenddessen zeigt ein albanischer Schüler namens Adil Hoxha, der im Gegenzug in die USA kommt, Interesse an Homers Job im Kernkraftwerk und spioniert ihn dabei aus. Adil wird schließlich vom FBI festgenommen. |           |                               |                                   |                      |                                       |                                |                                                        |        |
| 12 | 12        | Der Clown mit der Biedermaske | Krusty Gets Busted                | 29. Apr. 1990        | 15. Nov. 1991                         | Brad Bird                      | Jay Kogen & Wallace Wolodarsky                         | 7G12   |
| Homer geht zum Einkaufen in den Kwik-E-Markt, während zuhause Marges Schwestern zu Besuch sind, um eine Diashow über ihre letzten Reise zu präsentieren. Schließlich wird Krusty der Clown wegen eines Überfalls im Kwik-E-Markt verhaftet und ausgerechnet Homer wird Hauptzeuge gegen Barts größten Fernsehstar. Aber Bart glaubt nicht, dass Krusty es getan hätte, sondern dass jemand ihm die Schuld in die Schuhe geschoben hat. Aufgrund seiner Schuhgröße kann die Unschuld von Krusty bewiesen werden, stattdessen wird Tingeltangel-Bob verhaftet. |           |                               |                                   |                      |                                       |                                |                                                        |        |
| 13 | 13        | Der Babysitter ist los        | Some Enchanted Evening            | 13. Mai 1990         | 22. Nov. 1991                         | David Silverman                | Matt Groening & Sam Simon                              | 7G01   |
| Marge ruft in Dr. Marvin Monroes Hörfunksendung an und beschwert sich über Homer. Homer macht sich zunächst lustig über die Anruferin, doch als er erkennt, dass es sich um Marge handelt, besorgt er Blumen für sie und lädt sie zu einem romantischen Abend ein. Sie beauftragen eine Babysitterin für Bart und Lisa, die sich als eine der meistgesuchten Räuber der USA entpuppt. Nachdem Miss Botz das Haus der Simpsons ausgeräumt hat, wird sie von den Kindern überwältigt und gefesselt. Währenddessen kommen Homer und Marge nach Hause, weil die Kinder nicht auf ihre Anrufe reagieren konnten. Sie befreien die geknebelte Miss Botz, weil sie an einen Streich der Kinder glauben und zahlen ihr sogar das Dreifache des vereinbarten Geldes. Als die Polizei und die Reporter eintreffen, ist die „Babysitter-Banditin“ bereits verschwunden. |           |                               |                                   |                      |                                       |                                |                                                        |        |